# 92 (число)
Вижте пояснителната страница за други значения на 92.
92 (деветдесет и две) е естествено, цяло число, следващо 91 и предхождащо 93.
Деветдесет и две с арабски цифри се записва „92“, а с римски цифри – „XCII“. Числото 92 е съставено от две цифри от позиционните бройни системи – 9 (девет) и 2 (две).

## Общи сведения
- 92 е четно число.
- 92 е атомният номер на елемента уран.
- 92-рият ден от годината е 2 април.
- 92 е година от Новата ера.

## Любопитни факти
- Рекордът на Гинес за мястото с най-дългото име, което има 92 букви (на английски език): Тауматафакатангихангакоауауотаматеатурипукакапикимаунгахоронукупокаиуенуакитанатаху.
- 92 е телефонният номер за полицията в Сърбия.